# Торрес, Тико
Ти́ко То́ррес (англ. Tico Torres, настоящее имя Эктор Самуэ́ль Хуа́н То́ррес, исп. Hector Samuel Juan Torres; 7 октября 1953, Нью-Йорк) — бессменный ударник американской группы Bon Jovi. Является самым старшим участником группы после бас-гитариста Хью МакДоналда.

## Ранние годы
До присоединения к Bon Jovi, Тико играл со многими музыкантами, самыми именитыми из которых являются Чак Берри и Майлс Дэвис, некоторое время он играл с группами T.Roth and friends и Franke And The Knockouts, до 1983 года он записался в 26 альбомах. Самыми любимыми направлениями в музыке у него является джаз, кубинская, латиноамериканская и испанская музыка. Играть рок музыку начал из-за желания стать услышанным, активно привнося в неё джазовые приёмы игры. В 1985 году он приложил усилия для написания песни Secret Dreams группы Bon Jovi, после неё больше не писал, посчитав, что в этом деле больших успехов не добьётся. В первые 2 года существования группы Тико Торрес был бэк вокалистом группы, но вскоре отказался, аргументируя это тем, что ему не нравится одновременно петь и играть на барабанах и вообще он не любит перерабатывать. Тем не менее, Тико обладает большой любовью к пению и определёнными вокальными данными, в составе группы Bon Jovi со сцены им были исполнены такие песни, как Crazy, Wonderful world, Waltzing Matilda и Only in my Dreams. Тико Торрес не записывал сольных альбомов, но уже долгое время работает над инструментальным альбомом кубинской музыки, который не может закончить в связи с отсутствием времени и вдохновения. Игра Тико отличается большой чёткостью исполнения и в то же время большой фантазией и сложностью, на придуманных им ритмах выросли и выучились многие молодые барабанщики.

## Творчество
Таланты Тико не ограничиваются только игрой на барабанах, он также является художником и модельером детской одежды, самый известный его проект это ежегодно обновляемая коллекция детской одежды «Rock Star Baby». В период 1996—1998 он активно проводил, выставки своих картин, открыв две своих галереи во Флориде. Тико Торрес пробовал сниматься в кино, но по неизвестным причинам это увлечение у него долго не продлилось, он снялся в эпизоде малоизвестной картины «Оливковое дерево», в одном из своих недавних интервью он сказал, что возможно работа в кино ещё впереди. Так же ходят упорные слухи о том что Тико писал музыку к нескольким фильмам, но официального подтверждения этому нет.
Тико обладает большим количеством увлечений, таких как полёты за штурвалом своего самолета, верховая езда, коллекционирование машин, гольф, дизайн, лепка, строительство и архитектура.

## Личная жизнь
В конце 80-х он встречался с актрисой Брук Шилдс. В 1994 году он женился на модели Еве Герциговой, этот брак был широко разрекламирован, сопровождался модельными снимками для журналов, выступлениями на телевидении, присутствии на модельных показах и прочем участии в богемной жизни, но в 1996 году Ева и Тико расстались, объясняя это тем, что так и не смогли совместить любовь и карьеру. В 2001 году Тико женился на другой менее известной модели Марии Алехандре Маркес из Венесуэлы, а в 2004 году она родила ему первого сына, который был назван Александр Эктор Торрес, впоследствии Тико спел для него песню Only in my Dreams, которая вошла в юбилейный box set группы Bon Jovi «100 000 000 Bon Jovi Fans Can't Be Wrong».